# Lechnica
Lechnica (allemand : Lechnitz in der Zips ) est un village de Slovaquie situé dans la région de Prešov.

## Histoire
Première mention écrite du village en 1319.

## Démographie

### Évolution de la population
| Année:               | 1994. | 2004.   | 2014.    | 2024.   |
| -------------------- | ----- | ------- | -------- | ------- |
| Nombre de personnes: | 287   | 315     | 266      | 263     |
| Différence:          |       | +9,75 % | -15,55 % | -1,12 % |

| Année:               | 2023. | 2024.   |
| -------------------- | ----- | ------- |
| Nombre de personnes: | 260   | 263     |
| Différence:          |       | +1,15 % |